# Nowe Bagienice
Nowe Bagienice [ˈnɔvɛ baɡʲɛˈnit͡sɛ] (deutsch Neu Bagnowen, 1938 bis 1945 Borkenau) ist ein Dorf in der polnischen Woiwodschaft Ermland-Masuren. Es gehört zur Gmina Mrągowo (Landgemeinde Sensburg) im Powiat Mrągowski (Kreis Sensburg).

## Geographische Lage
Nowe Bagience liegt zentral in der Woiwodschaft Ermland-Masuren, acht Kilometer südwestlich der Kreisstadt Mrągowo (deutsch Sensburg).

## Geschichte
Das kleine Dorf Neu Bagnowen war in der Zeit von 1874 bis 1945 in den Amtsbezirk Bagnowen (polnisch Bagienice) eingegliedert, der – 1938 in „Amtsbezirk Althöfen“ umbenannt – zum Kreis Sensburg im Regierungsbezirk Gumbinnen (ab 1905: Regierungsbezirk Allenstein) in der preußischen Provinz Ostpreußen gehörte. 
Aufgrund der Bestimmungen des Versailler Vertrags stimmte die Bevölkerung in den Volksabstimmungen in Ost- und Westpreussen am 11. Juli 1920 über die weitere staatliche Zugehörigkeit zu Ostpreußen (und damit zu Deutschland) oder den Anschluss an Polen ab. In Neu Bagnowen stimmten 160 Einwohner für den Verbleib bei Ostpreußen, auf Polen entfielen keine Stimmen.
Am 3. Juni (amtlich bestätigt am 16. Juli) 1938 wurde das Dorf aus politisch-ideologischen Gründen der Vermeidung fremdländisch klingender Ortsnamen in „Borkenau“ umbenannt.
In Kriegsfolge kam das Dorf 1945 mit dem gesamten südlichen Ostpreußen zu Polen und erhielt die polnische Namensform „Nowe Bagienice“. Heute ist es Sitz eines Schulzenamtes (polnisch Sołectwo) und als solches eine Ortschaft im Verbund der Gmina Mrągowo (Landgemeinde Sensburg) im Powiat Mrągowski (Kreis Sensburg), bis 1998 der Woiwodschaft Olsztyn (Allenstein), seither der Woiwodschaft Ermland-Masuren zugeordnet.

### Entwicklung der Einwohnerzahlen
| Jahr | Anzahl |
| ---- | ------ |
| 1867 | 212    |
| 1885 | 269    |
| 1905 | 185    |
| 1910 | 194    |
| 1933 | 195    |
| 1939 | 155    |
| 2011 | 110    |

## Kirche
Bis 1945 war Neu Bagnowen resp. Borkenau sowohl evangelischer- als auch katholischerseits nach Sensburg eingepfarrt, das zur Kirchenprovinz Ostpreußen der Kirche der Altpreußischen Union bzw. zum damaligen Bistum Ermland gehörte. Auch heute noch ist Nowe Bagienice kirchlich der Kreisstadt zugeordnet, die nun der Diözese Masuren der Evangelisch-Augsburgischen Kirche in Polen bzw. dem heutigen Erzbistum Ermland in der polnischen katholischen Kirche zugehört.

## Verkehr
Nowe Bagienice liegt verkehrstechnisch günstig an der polnischen Landesstraße 16 (frühere deutsche Reichsstraße 127), die drei Woiwodschaften verbindet und nach Litauen weiterführt. Eine Anbindung an das Schienennetz besteht nicht.